# Sarantschuky
Sarantschuky (ukrainisch Саранчуки; russisch Саранчуки/Sarantschuki; polnisch Sarańczuki) ist ein Dorf in der ukrainischen Oblast Ternopil mit etwa 600 Einwohnern.
Das Dorf ist liegt im Süden des Rajon Bereschany am Ufer der Solota Lypa, einem Nebenfluss des Dnister, 11 Kilometer südlich vom ehemaligen Rajonzentrum Bereschany und etwa 50 Kilometer südwestlich der Oblasthauptstadt Ternopil.

## Geschichte
Der Ort wurde 1399 zum ersten Mal schriftlich erwähnt und lag zunächst in der Woiwodschaft Ruthenien als Teil der Adelsrepublik Polen. Von 1772 bis November 1918 gehörte er unter seinem polnischen Namen Sarańczuki zum österreichischen Galizien, hier lag es ab 1867 im politischen Bezirk Brzeżany.
Nach dem Ende des Ersten Weltkrieges kam der Ort zu Polen (in die Woiwodschaft Tarnopol, Powiat Brzeżany, Gmina Potutory), wurde im Zweiten Weltkrieg ab September 1939 von der Sowjetunion und dann ab Sommer 1941 bis 1944 von Deutschland besetzt, hier wurde der Ort in den Distrikt Galizien eingegliedert.
Nach dem Ende des Krieges wurde der Ort der Sowjetunion zugeschlagen, dort kam das Dorf zur Ukrainischen SSR und ist seit 1991 ein Teil der heutigen Ukraine.

## Gemeinde
Am 10. August 2017 wurde das Dorf zum Zentrum der neugegründeten Landgemeinde Sarantschuky (Саранчуківська сільська громада Sarantschukiwska silska hromada). Zu dieser zählten noch die 7 in der untenstehenden Tabelle aufgelisteten Dörfer, bis dahin bildete es zusammen mit dem Dorf Basnykiwka die Landratsgemeinde Sarantschuky (Саранчуківська сільська рада/Sarantschukiwska silska rada) im Süden des Rajons Bereschany.
Am 12. Juni 2020 kamen noch die 11 Dörfer Boschykiw, Dibrowa, Kwitkowe, Kuty, Litjatyn, Metschyschtschiw, Nadoroschniw, Schumljany, Slowjatyn, Tscherwone und Woloschtschyna zum Gemeindegebiet.
Seit dem 17. Juli 2020 ist sie ein Teil des Rajons Ternopil.
Folgende Orte sind neben dem Hauptort Sarantschuky Teil der Gemeinde:
| Name                     | Name        | Name                          | Name                 | Name |
| ukrainisch transkribiert | ukrainisch  | russisch                      | polnisch             |      |
| ------------------------ | ----------- | ----------------------------- | -------------------- | ---- |
| Basnykiwka               | Базниківка  | Базниковка (Basnikowka)       | Baźnikówka           |      |
| Boschykiw                | Божиків     | Божиков (Boschikow)           | Bożyków              |      |
| Dibrowa                  | Діброва     | Диброва                       | -                    |      |
| Kotiw                    | Котів       | Котов (Kotow)                 | Kotów                |      |
| Kuty                     | Кути        | Куты                          | -                    |      |
| Kwitkowe                 | Квіткове    | Квитковое (Kwitkowoje)        | Siółko (Bożykowskie) |      |
| Litjatyn                 | Літятин     | Литятин (Litjatin)            | Litiatyn             |      |
| Metschyschtschiw         | Мечищів     | Мечищев (Metschischtschew)    | Mieczyszczów         |      |
| Molochiw                 | Молохів     | Молохов (Molochow)            | Molochów             |      |
| Nadoroschniw             | Надорожнів  | Надорожнев (Nadoroschnew)     | Nadorożniów          |      |
| Nowa Hreblja             | Нова Гребля | Новая Гребля (Nowaja Greblja) | Nowa Grobla          |      |
| Rybnyky                  | Рибники     | Рыбники (Rybniki)             | Rybniki              |      |
| Schumljany               | Шумляни     | Шумляны                       | Szumlany             |      |
| Slowjatyn                | Слов'ятин   | Славятин (Slawjatin)          | Sławentyn            |      |
| Trostjanez               | Тростянець  | Тростянец                     | Trościaniec          |      |
| Tscherwone               | Червоне     | Червоное (Tscherwonoje)       | -                    |      |
| Wilchowez                | Вільховець  | Ольховец (Olchowez)           | Olchowiec            |      |
| Woloschtschyna           | Волощина    | Волощина (Woloschtschina)     | Wołoszczyzna         |      |